# Сан-Манго-суль-Калоре
Сан-Манго-суль-Калоре, Сан-Манґо-суль-Калоре (італ. San Mango sul Calore) — муніципалітет в Італії, у регіоні Кампанія,  провінція Авелліно.
Сан-Манго-суль-Калоре розташований на відстані близько 240 км на південний схід від Рима, 65 км на схід від Неаполя, 16 км на схід від Авелліно.
Населення — 1203 особи (2014).

## Демографія
Населення за роками:

Станом на 1 січня 2023 року в муніципалітеті офіційно проживало 36 іноземців з 13 країн, серед них 19 громадян країн Євросоюзу та 3 громадяни України.

## Сусідні муніципалітети
- Кастельветере-суль-Калоре
- К'юзано-ді-Сан-Доменіко
- Лапіо
- Луогозано
- Патернополі
- Тауразі